# Galaktion und Episteme von Emesa
Galaktion und Episteme(s) von Emesa sind ein Märtyrerehepaar, Opfer der Christenverfolgung unter Decius. Ihr Fest ist am 5. November.

## Leben
Der Heilige Galaktion ist der Sohn von heidnischen Eltern, Cleitophon and Leucippe, die ebenfalls von Onuphrius bekehrt und getauft wurden.
Die Heilige Episteme, von ungläubigen Eltern abstammend, wurde vor ihrer Hochzeit getauft. Sie blieb nach der Hochzeit Jungfrau und lebte mit ihrem Mann in getrennten klösterlichen Häusern. 
Ihr Martyrium erlitten sie um 250, nachdem sie als Christen verraten worden waren. Nachdem ihnen die Extremitäten abgetrennt wurden, wurden sie enthauptet. Galaktion wurde von Onuphrius getauft. Als wegen der Verfolgung unter Decius kein Priester zur Hand war, taufte er seine Stiefmutter und führte wie diese ein Eremitenleben.

## Darstellungen
Sie werden meist als Eremiten oder als Märtyrer mit abgeschnittenen Gliedmaßen dargestellt.